# Liste de personnalités liées à Thionville
Liste non exhaustive de personnalités liées à la ville française de Thionville.

## Personnalités nées à Thionville
- Hildegarde de Vintzgau (758-783), reine franque ;
- Johann von Aldringen (1588-1634), commandant de l'armée impériale pendant la guerre de Trente Ans ;
- Joseph Bodin de Boismortier (1689-1755), compositeur français ;
- Jean-Baptiste Robert (1733-1798), général des armées de la République.
- Jean-Paul-Louis Collas (1735-1781), mathématicien et astronome jésuite français ;
- François Ignace de Wendel (1741-1795), maître de forges français ;
- Jacques Léonard Muller, (1749-1824), général de la Révolution française ;
- Antoine Merlin de Thionville (1762-1833), député de la Moselle à la Convention nationale ;
- Nicolas Maurice dit Dufort (1762-1839), général des armées de la République et de l'Empire ;
- Didier Thirion, (1763-1815), homme politique français, député durant la Révolution française ;
- Jean-Baptiste Gabriel Merlin (1768-1842), général des armées de la République et de l'Empire ;
- Nicolas Dahlmann (1769-1807), général des armées de la République et de l'Empire ;
- Christophe Antoine Merlin (1771-1839), général des armées de la République et de l'Empire ;
- Louis Chéry (1790-1871), peintre français ;
- Isidore Didion (1798-1878), général et mathématicien français ;
- Aimé de Lemud, (1816-1887), peintre, graveur, lithographe et statuaire français ;
- Alfred Canton (1850-1924), général de brigade français ;
- Alphons Victor Müller (1867-1930), historien du protestantisme allemand ;
- Fernand Coustans (1878-1975), peintre, journaliste, conteur et bibliophile ;
- Senta Söneland (1882-1934), actrice allemande ;
- Max Leven (1882-1938), journaliste allemand ;
- Wendelin Thomas (1884-1947), homme politique allemand ;
- Helmuth Volkmann (1889-1940), général allemand de la Luftwaffe ;
- Fritz von der Lancken (1890-1944), officier supérieur allemand ;
- Franz Vaterrodt (1890-1969), général allemand ;
- Richard Bazing (1894-1987), général allemand ;
- Edmond Grethen (1898-1945), inspecteur en chef de la Garde indochinoise[1] ;
- Joseph Schneider (1900-1986), juriste allemand ;
- Dietrich Beelitz (1906-2002), général allemand ;
- Gerhard Borrmann (1908-2006), physicien allemand ;
- Ernest Bour (1913-2001), chef d'orchestre français ;
- Henry Anglade (1933-2022), coureur cycliste français ;
- Raymond Milési (1947-), écrivain français ;
- Dominique Sylvain (1957-), écrivain français ;
- Christian Merret-Palmair, réalisateur français ;
- Yvon Back (1961-), acteur français ;
- Anne Poiré (1965-), écrivain français ;
- Jean-Jacques Erbstein (1965), médecin et écrivain français ;
- Francis Renaud (1967-), réalisateur et acteur français ;
- Jeannette Gregori (1967-), photographe française ;
- Carole Gaessler (1968-), journaliste française ;
- La Grande Sophie (1969-), chanteuse française ;
- Vincent Hein (1970-), écrivain français ;
- Régis Fender (1972-), écrivain voyageur français ;
- Hassan Koubba (1973-), comédien français ;
- Carole Saturno (1973-), auteure pour la jeunesse :
- Eddy Riva (1973-), champion de France de marche ;
- Alexandre et Benoît Dratwicki (1977-), musicologues ;
- Sarah Aoutar (1996-) : Miss Lorraine 2022 et 6e dauphine de Miss France 2023[2],[3],[4].

## Personnalités liées à Thionville
- Jean l'Aveugle (1296-1346), comte de Luxembourg, tué lors de la bataille de Crécy.
- Jacques Roland (1750-1810), général des armées de la République, mort dans cette commune.
- Jean René Moreaux (1758-1795), général des armées de la République, mort dans cette commune.
- Joseph Léopold Sigisbert Hugo (1773-1828), général d’Empire ayant défendu Thionville en 1814, père de Victor Hugo.
- Henri Levy (1883-1942), rabbin de Thionville déporté puis assassiné par les nazis. Une place porte son nom à Thionville.
- Raphaële Garreau de Labarre, organiste à l'église Saint-Maximin depuis plus de 50 ans et professeure de musique. Citoyenne d'honneur de la ville de Thionville depuis 2023[2].
- Magloire (1969-): ambassadeur de la ville et personnage de la télévision française.
- Ted Ranghella, mannequin professionnel international, président du tennis-club de Thionville et ambassadeur de la ville[2],[5].
- Daniel Anastasio : chef du service d'odontologie à l'hôpital Bel-Ait, à l'origine de l'Unité de santé orale spécifique[2],[6].
- Frédéric Leybold : infirmier en réanimation et à l'origine de « Géocœur », invention lauréate du concours Lépine 2022[2],[7].
- Thomas Léonard : arbitre fédéral de Ligue 1 de football, affilié au CS Veymerange[2].